# Cal Roig (Arbolí)
Cal Roig és una obra d'Arbolí (Baix Camp) inclosa a l'Inventari del Patrimoni Arquitectònic de Catalunya.

## Descripció
Edifici de planta baixa, pis i golfes, bastit de paredat arrebossat i cobert per teulada. A la façana s'hi obren dues portes a la planta baixa, una de les quals és adovellada, malgrat que malmesa posteriorment, a la clau de la qual hi ha la inscripció "JHS" i la data de 1604; un balcó i una bonica finestra amb dintell de pedra al primer pis i una finestra a les golfes.

## Història
L'edifici fou construït en un sector del poble desenvolupat a continuació del carrer Major i durant el segle xvii. Son interessant les cases properes del 1617 i 16??. La casa fou reconstruïda aquest segle amb l'addició d'un balcó i l'obertura d'una porta d'accés al pis, condemnant l'antiga portalada principal a magatzem. La casa fou important, a jutjar per les propietats que consten amb aquest nom.